# Liechtensteiner Cup 1974/75
Der Liechtensteiner Cup 1974/75 war die 30. Austragung des Fussballpokalwettbewerbs der Herren in Liechtenstein. Der FC Triesen gewann zum achten Mal den Titel.

## Teilnehmende Mannschaften
Folgende sieben Mannschaften nahmen am Liechtensteiner Cup teil:
| - FC Schaan - FC Vaduz - FC Ruggell - FC Triesenberg | - FC Balzers - USV Eschen-Mauren - FC Triesen |

## 1. Vorrunde
Der FC Vaduz hatte für diese Runde ein Freilos. 
|            | Ergebnis |                   |
| ---------- | -------- | ----------------- |
| FC Schaan  | 1:3      | FC Ruggell        |
| FC Triesen | 3:0      | FC Triesenberg    |
| FC Balzers | 4:1      | USV Eschen-Mauren |

## Halbfinale
|            | Ergebnis |            |
| ---------- | -------- | ---------- |
| FC Balzers | 4:2      | FC Vaduz   |
| FC Ruggell | 1:3      | FC Triesen |

## Finale
Das Finale fand am 1. Mai 1975 in Balzers statt.
| Datum      |            | Ergebnis |            |
| ---------- | ---------- | -------- | ---------- |
| 01.05.1975 | FC Balzers | 2:5      | FC Triesen |